# Władcy Pomorza Gdańskiego

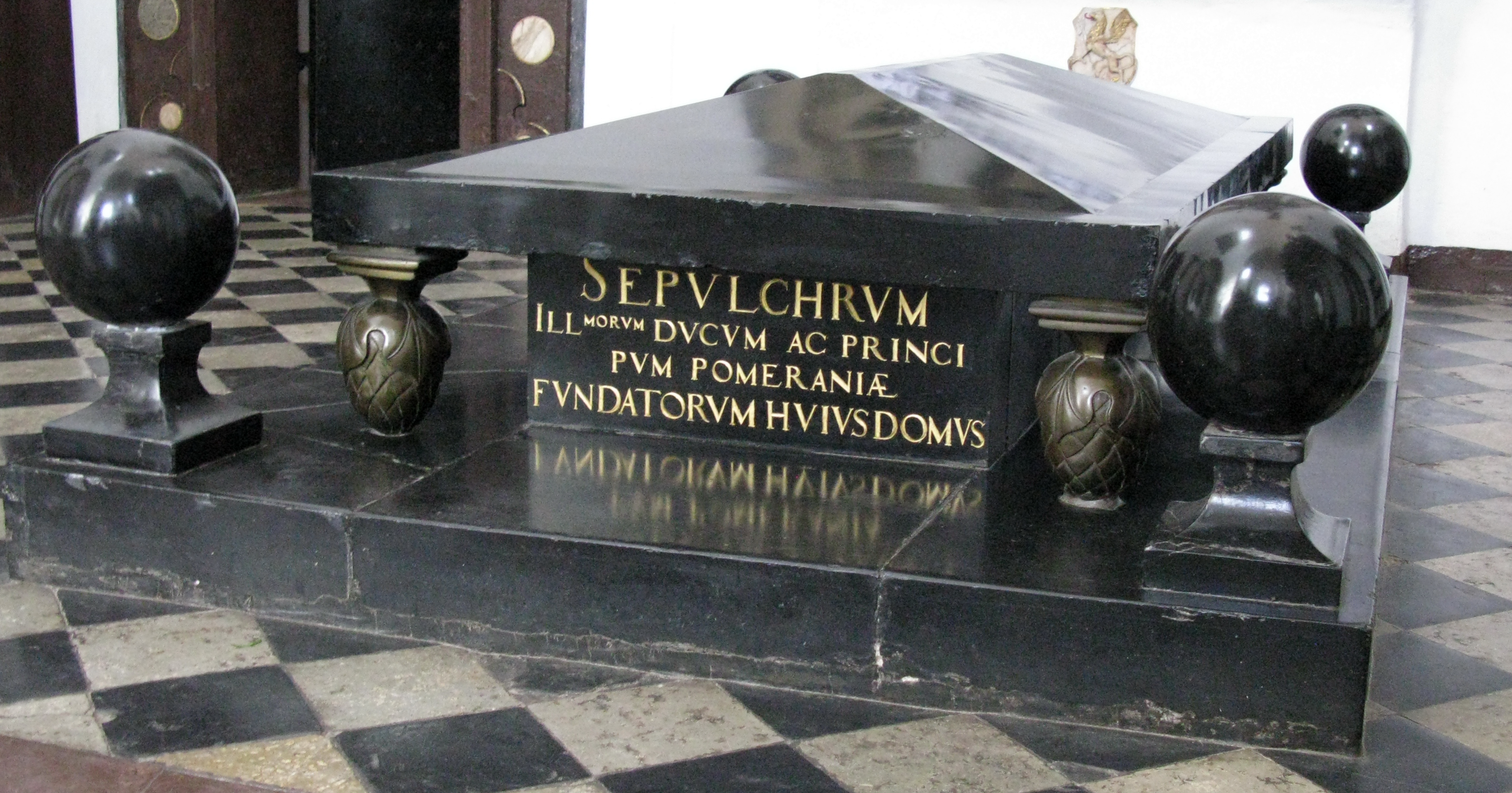
Nagrobek książąt pomorskich w archikatedrze oliwskiej

## Książętagdańscy(pomorscy) (XI-XII w.)
| Daty panowania  | Władca       | Uwagi |
| --------------- | ------------ | --- |
| ok. 1046        | Siemomysł    | Książę pomorski, znany jedynie z zapiski w Rocznikach altaichskich i dokumentu króla niemieckiego Henryka III z 1040 |
| ok. 1060 – 1106 | Świętobor I  | |
| 1106 – ok. 1113 | Świętopełk I | |

## Pomorze Gdańskiejako część Polski (od XII w.)
Bolesław III Krzywousty pokonał dwóch książąt pomorskich – sądzi się, że jednym z nich mógł być Świętopełk I. Od tego momentu datuje się podległość Pomorza Gdańskiego Polsce, zaś gwarantami zależności mieli być namiestnicy (z tytułem princeps), od drugiej połowy XII w. tworzący dynastię Sobiesławiców. W 1227 roku przyjęto tytuł dux Pomeraniae.

### DynastiaSobiesławiców
| Daty panowania              | Władca                        | Pokrewieństwo                             | Uwagi |
| --------------------------- | ----------------------------- | ----------------------------------------- | --- |
| ?-ok. 1178                  | Sobiesław I gdański           |                                           | |
| ok. 1178-1205/07            | Sambor I gdański              | syn Sobiesława I                          | |
| ? – 1200/07                 | Grzymisław                    | Prawdopodobnie syn lub wnuk Świętopełka I | książę (namiestnik) świecki i lubiszewsko-tczewski |
| ok. 1178-1213/20            | Mściwoj I gdański (Mszczuj I) | syn Sobiesława I                          | oficjalnie zarządca Pomorza, od ok. 1178 w Białogardzie nad Łebą, od 1205/07 w całości księstwa, od ok. 1210 po Grzymisławie (teść?) w Świeciu i Lubiszewie, od 1210 lennik Danii (stan ten się nie utrzymał) |
| 1213/20 1266                | Świętopełk II Wielki          | syn Mściwoja I,                           | razem z braćmi do ok. 1229, od ok. 1224 wydzielił bratu Warcisławowi I Świecie i Gniew, od 1227 z tytułem księcia, wydzielił braciom: Raciborowi Białogardę nad Łebą, a Samborowi II Lubiszewo i Tczew, 1230 – ok. 1260 w Świeciu, od 1335/6 w Słupsku i Sławnie, od ok. 1262 w Białogardzie nad Łebą, pełnił zwierzchnictwo oficjalne nad braćmi |
| 1219/20-1230                | Warcisław I świecki           | syn Mściwoja I                            | razem z braćmi, od ok. 1224 w Świeciu i Gniewie, od 1227 z tytułem księcia |
| 1219/20-ok. 1262 usunięty   | Racibor białogardzki          | syn Mściwoja I                            | razem z braćmi, od 1229 książę na Białogardzie nad Łebą |
| 1219/20-1271 usunięty       | Sambor II tczewski            | syn Mściwoja I                            | razem z braćmi, od 1229 książę na Lubiszewie i Tczewie, od 1230 w Gniewie |
| ok. 1260-1294 (patrz niżej) | Mściwój II (Mszczuj II)       | syn Świętopełka II                        | w Świeciu, 1269-1271 lennik Brandenburgii, od 1266 formalny zwierzchnik Pomorza, 1269-1270 w niewoli, od 1271 w Gdańsku i Słupsku, od 1271 w Lubiszewie, Tczewie i Gniewie, od 1272 w Białogardzie nad Łebą, od 1273 w Wyszogrodzie |
| 1266-1271 usunięty          | Warcisław II gdański          | syn Świętopełka II                        | w Gdańsku, Białogardzie, Słupsku i Sławnie, 1267 strata Sławna, 1269 strata Białogardy |

Władcy Pomorza gdańskiego z dynastii Sobiesławiców (z uwzględnieniem podziałów dzielnicowych).
| Sobiesław I gdański namiestnik pomorski 1155-1177/80 | Sambor I gdański namiestnik pomorski 1177/80-1205 | Mściwój I gdański namiestnik pomorski 1205-1219/20 | Świętopełk II Wielki namiestnik pomorski 1219/20-1227 ks. gdański 1227-1266 | Świętopełk II Wielki namiestnik pomorski 1219/20-1227 ks. gdański 1227-1266 | Warcisław II ks. gdański 1266-1270 | Mściwój II ks. pomorski 1270-1294 | Mściwój II ks. pomorski 1270-1294 |
| Sobiesław I gdański namiestnik pomorski 1155-1177/80 | Sambor I gdański namiestnik pomorski 1177/80-1205 | Mściwój I gdański namiestnik pomorski 1205-1219/20 | Warcisław I świecki ks. świecko- lubiszewski 1227-1227/33                   | Racibor ks. białogardzki 1233-1262                                          | Warcisław II ks. gdański 1266-1270 | Mściwój II ks. pomorski 1270-1294 | Mściwój II ks. pomorski 1270-1294 |
| Sobiesław I gdański namiestnik pomorski 1155-1177/80 | Sambor I gdański namiestnik pomorski 1177/80-1205 | Mściwój I gdański namiestnik pomorski 1205-1219/20 | Warcisław I świecki ks. świecko- lubiszewski 1227-1227/33                   | Sambor II ks. lubiszewski (tczewski) 1233-1269                              |                                    | Mściwój II ks. pomorski 1270-1294 | Mściwój II ks. pomorski 1270-1294 |
| Sobiesław I gdański namiestnik pomorski 1155-1177/80 | Sambor I gdański namiestnik pomorski 1177/80-1205 | Mściwój I gdański namiestnik pomorski 1205-1219/20 | Warcisław I świecki ks. świecko- lubiszewski 1227-1227/33                   | Mściwój II ks. świecki 1255-1270                                            |                                    | Mściwój II ks. pomorski 1270-1294 | Mściwój II ks. pomorski 1270-1294 |

## Zjednoczone Pomorze gdańskie (1271-1309)

### DynastiaSobiesławiców
| Daty panowania | Władca                  | Pokrewieństwo      | Uwagi |
| -------------- | ----------------------- | ------------------ | ----- |
| 1271 – 1294    | Mściwój II (Mszczuj II) | syn Świętopełka II |       |

### DynastiaPiastów
| Daty panowania       | Władca               | Pokrewieństwo                 | Uwagi (wytłuszczono władztwa spoza dzielnicy) |
| -------------------- | -------------------- | ----------------------------- | --- |
| 1294 – 1296          | Przemysł II          | z Piastów wielkopolskich      | usynowiony przez Mściwoja II, formalny koregent od 1282 - od 1273 – książę poznański - od 1279 – książę wielkopolski - od 1295 – król Polski                                                                           |
| 1296 usunięty        | Leszek inowrocławski | z Piastów kujawskich          | usunięty, ale utrzymał się w Wyszogrodzie |
| 1296 – 1299 usunięty | Władysław I Łokietek | stryj Leszka inowrocławskiego | prawny następca Przemysła II, - od 1267 – książę na Kujawach, - od 1288 – w Sieradzu, - 1289 – 1292 – książę sandomierski, - od 1292 – lennik Wacława II, - od 1294 – książę łęczycki, - od 1296 – książę wielkopolski |

### DynastiaPrzemyślidów
| Daty panowania | Władca     | Pokrewieństwo     | Uwagi (wytłuszczono władztwa spoza dzielnicy) |
| -------------- | ---------- | ----------------- | --- |
| 1299 – 1305    | Wacław II  | zięć Przemysła II | - od 1278 (1297) – król czeski - od 1291 – książę krakowski - od 1292 – książę sandomierski - od 1299 – książę wielkopolski - od 1300 – król Polski |
| 1305 – 1306    | Wacław III | syn Wacława II    | - 1305 – 1306 król czeski i polski, - 1301 – 1305 król węgierski                                                                                    |

### Dynastia Piastów
| Daty panowania                   | Władca                    | Pokrewieństwo                      | Uwagi (wytłuszczono władztwa spoza dzielnicy)                                                        |
| -------------------------------- | ------------------------- | ---------------------------------- | --- |
| 1306 – 1308/09 ponownie usunięty | Władysław I Łokietek      | stryj Leszka inowrocławskiego      | - 1305 – 1320 – książę krakowski - od 1314 – książę wielkopolski - 1320 – 1333 – król Polski         |
| 1306 – 1309 usunięty             | Przemysł inowrocławski    | bratanek Władysława I, brat Leszka | - namiestnik w Świeciu - 1287 – 1314, 1320/24 – 1327 – książę inowrocławski - potem książę sieradzki |
| 1306 – 1309 usunięty             | Kazimierz III gniewkowski | bratanek Władysława I, brat Leszka | - namiestnik w Tczewie - 1314 – 1347/50 – książę gniewkowski                                         |

## Pomorze Gdańskie po 1308/1309
Od 1308/09 Pomorze Gdańskie przeszło pod panowanie zakonu krzyżackiego. Do Królestwa Polskiego powróciło w 1466 w wyniku wojny trzynastoletniej.

## Wolne Miasto Gdańsk (1807-1814)– tytularny książę gdański
| Daty panowania                      | Władca                   | Uwagi |
| ----------------------------------- | ------------------------ | --- |
| 10 sierpnia 1808 - 14 sierpnia 1820 | François Joseph Lefebvre | marszałek Francji – tytuł książęcy nadany przez Napoleona Bonaparte za zdobycie Gdańska w maju 1807 roku |